# Jozef Desiatnik
Jozef Desiatnik (11. března 1944, Miková – 3. září 2004, Košice) byl slovenský fotbalista, záložník a obránce, reprezentant Československa.

## Fotbalová kariéra
Za československou reprezentaci odehrál v letech 1970-1971 pět zápasů, povětšinou v neúspěšné kvalifikaci na mistrovství Evropy 1972. Třikrát nastoupil i za olympijský výběr a dvakrát v juniorských reprezentacích. V československé lize nastoupil ve 181 utkáních a dal 10 gólů. Hrál za VSS Košice (1965-1972). V Poháru UEFA nastoupil v 1 utkání. V nižší soutěži hrál i za VSŽ Košice.

## Ligová bilance
| Ročník                                   | Zápasy | Góly | Klub       |
| ---------------------------------------- | ------ | ---- | ---------- |
| 1. československá fotbalová liga 1965/66 | 24     | 3    | VSS Košice |
| 1. československá fotbalová liga 1966/67 | 24     | 3    | VSS Košice |
| 1. československá fotbalová liga 1967/68 | 26     | 0    | VSS Košice |
| 1. československá fotbalová liga 1968/69 | 23     | 0    | VSS Košice |
| 1. československá fotbalová liga 1969/70 | 30     | 3    | VSS Košice |
| 1. československá fotbalová liga 1970/71 | 27     | 1    | VSS Košice |
| 1. československá fotbalová liga 1971/72 | 27     | 0    | VSS Košice |
| 2. československá fotbalová liga 1974/75 | -      | -    | VSŽ Košice |
| CELKEM 1. liga                           | 181    | 10   |            |